# Paulus Bor
Paulus Bor (Amersfoort, 1601 – Amersfoort, 10 agosto 1669) è stato un pittore olandese del cosiddetto secolo d'oro.

## Biografia
Apparteneva ad una ricca ed eminente famiglia cattolica. Nel 1577, suo nonno fu membro dell'associazione Treffelicxte, un gruppo di cittadini particolarmente rappresentativi di Amersfoort. Il padre Paulus era un commerciante tessile.
Probabilmente non dovette dipingere per vivere, data la ricchezza della famiglia di provenienza. Questo potrebbe spiegare anche la sua preferenza per soggetti dipinti raramente da altri artisti, come ad esempio Cidippe con la mela di Aconzio (da un racconto di Ovidio), che denota anche l'interesse del Bor per la letteratura classica. Soleva anche dipingere figure femminili malinconiche e sole, tratto anch'esso inusuale.
Soggiornò per un certo periodo a Roma. Nel 1623 è documentata la sua residenza in questa città in una casa della parrocchia di Sant'Andrea delle Fratte, con altri tre pittori.
Nel 1624 e nel 1625 condivise una casa in Piazza di Spagna e poi una in Strada dell'Olmo con il pittore di Hoorn Jan Linsen e con l'italiano Michelangelo Cerquozzi.
Inoltre fu uno dei fondatori della Schildersbent. È ritratto in un disegno conservato nel museo di Rotterdam. Bacco, il dio del vino, è seduto tra Bor (indicato come Paulus Borro alias Orlando) e il suo amico Jan Linsen (indicato come Joan Linsen alias Hermafrodito).
Il suo ritorno ad Amersfoort avvenne nel 1628 secondo l'Enciclopedia Treccani oppure nel 1626 secondo la Web Gallery of Art.
Qui divenne membro della Corporazione di San Luca.
Nel 1628 dipinse un ritratto di famiglia, molto grande (120 × 320 cm) e con non meno di tredici persone, ora presso il Pieters en Blokland Gasthuis ad Amersfoort.
Nel 1632, Paulus Bor sposò Aleijda van Crachtwijck. Il totale dei loro beni al tempo del matrimonio ammontava a 10 000 fiorini, il che rende l'idea dell'entità della loro ricchezza. La coppia ebbe parecchi figli.
L'architetto e pittore di Haarlem, Jacob van Campen, ereditò una proprietà ad Amersfoort e fu in stretto contatto con Paulus, tanto che alcune sue opere di stile classico sono state confuse con quelle di Bor. Inoltre van Campen gli commissionò la decorazione del palazzo di Frederik Hendrik a Honselaarsdijk, che sfortunatamente andò distrutto. Il sodalizio tra i due artisti continuò fino alla morte di van Campen nel 1657.
Nel 1656 Bor divenne reggente della "casa delle elemosine" (De Armen de Poth), per una delle cui stanze dipinse un sovracamino, visibile ancor oggi.
Alla sua morte avvenuta il 10 agosto 1669, sembra che i suoi amici, secondo lo stile del deceduto, avessero bevuto un barile di vino.
Lo stile di Bor presenta elementi della pittura dei Caravaggisti di Utrecht e dei cosiddetti Classicisti di Haarlem. Riprende anche spunti rembrandtiani e reminiscenze di pittori di altre zone dei Paesi Bassi, come Pieter de Grebber di Haarlem e Caesar van Everdingen de L'Aia.
Bor raramente firmava e datava le sue opere, che perciò sono di difficile attribuzione e datazione. Molti dei suoi dipinti sono strane composizioni rese con una tecnica quasi primitiva, ma tutti sono particolarmente insoliti a causa dei soggetti dipinti, spesso oscuri ed enigmatici.
Altra caratteristiche dei suoi dipinti sono la solida monumentalità delle figure, presente anche nelle opere di Jacob van Campen e Albert Eckhout, che perciò si pensa vivesse ad Amersfoort tra il 1620 e il 1630 presso parenti, l'aspetto dei personaggi femminili con occhi distanti e naso largo, presente nelle opere di Albert Eckhout.

## Opere
- De Annunciatie door Gabriël aan de Maagd van haar ophanden zijnde dood, L'Annunciazione, olio su tela, 198 × 152 cm, National Gallery of Canada, Ottawa[3][6]
- Ariadne, olio su tela, 149 × 106 cm, 1630-1635, Museo Nazionale, Poznań[3]
- Bacco, olio su tela, 149 × 106 cm, 1630-1635, Museo Nazionale, Poznań[3]
- Cidippe con la mela di Aconzio, olio su tela, 151 × 114 cm, 1640 c., Rijksmuseum, Amsterdam[3]
- La Maddalena[7]
- Il ritrovamento di Mosè, Rijksmuseum, Amsterdam[8]
- Uomo che si lava i piedi, olio su pannello, 89 × 69 cm, firmato[9]
- Le tre figlie di Cecrope trovano Erittonio, olio su tela, 138,2 × 99,5 cm, 1639[10]